# DGKA

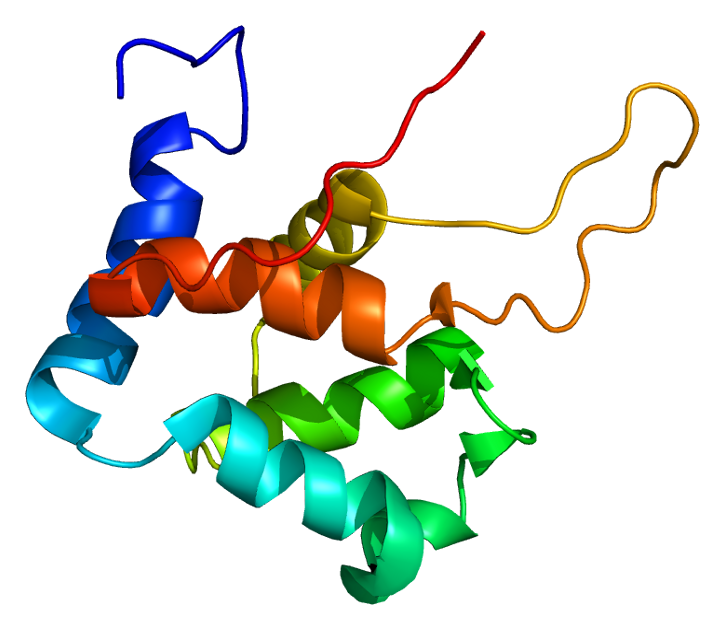
Estructura de la proteína DGKA.

La diacilglicerol quinasa alfa es una enzima que en los humanos está codificada por el gen DGKA .
La proteína codificada por este gen pertenece a la familia eukaryota de diacilglicerol quinasa. Actúa como un modulador que compite con la proteína quinasa C por el segundo mensajero diacilglicerol en las vías de señalización intracelular. También juega un papel importante en la resíntesis de fosfatidilinositoles y en la fosforilación de diacilglicerol en ácido fosfatídico. Se produce un empalme alternativo en este locus y se han identificado cuatro variantes de transcripción que codifican la misma proteína.